# Киріє елейсон
«Kýrie eléison» (грец. Κύριε ελέησον — Киріє елейсон) — християнське молитовне звернення, що означає «Господи, помилуй» (також «Господи, спаси», «Спаси, Боже», звідки укр. спасибі). У цій формі молитва трапляється у Псалтирі (напр. Пс. 40:5, Пс. 40:11)
В церквах східного обряду, зокрема православних та східних католицьких церквах завершує собою під час богослужінь головним чином прохання єктенії. Крім того, богослужбовий устав передбачає троєкратне, дванадцятикратне, а в ряді випадків і 40-кратне повторення цього призивання (наприклад, на вечірній). В українських православних та греко-католицькій церкві як правило вимовляється українською мовою.
В церквах західного обряду (зокрема римо-католицькій церкві, а також лютеранській та англіканській) «Киріє елейсон» є літургічним піснеспівом, що входить до ординарія меси і виконується після інтройту та безпосередньо перед «Глорією». Хоча мовою богослужінь західної церкви традиційно була латинська, «Киріє елейсон» не перекладався, а лише транслітерувався з грецької.

## Становлення жанру
Як жанр літаній, «Киріє» бере свої початки у східній богослужбовій практиці, де вживається і досьогодні як відповідь прихожан на воззвання диякона. Найімовірніше жанр зародився в Антіохії, потім був адаптований Константинополем, а потім в Галлії та Римі. Офіційне затвердження використання «Kyrie eleison» було прийнято на соборі у Вейзоні 526 року.
Сучасну форму і місце «Kyrie eleison» в літургії визначив папа Григорій I Великий (590—604), додавши виголошення «Christe eleison» («Христе, помилуй», вживається лише у церквах західного обряду), а також окресливши спосіб виконання у звичайні та святкові дні. Триразове повторення «Kyrie eleison», «Christe eleison» i «Kyrie eleison» імовірно закріпилося за часів династії Каролінгів.
Завдяки компактній формі й короткому тексту, «Kyrie eleison» мало тенденції до значної автономії і вільного розвитку мелодії. Спочатку прості структури форми (напр.: AAA, ABA) і мелодика уможливлювали виконання «Kyrie eleison» всім учасникам літургії, але пізніше з ускладненням форми (напр.: aba cbc dcd) і мелодії піснеспів виконували лише підготовлені співаки. У часи першого «Ordo Romanum» (VI / VII ст.) «Kyrie eleison» виконував хор, a в XII століття 9 строф «Kyrie eleison» виконувалися двома невеликими групами семінаристів, одна з яких виконувала функції хору. Перші записи «Киріє елейсон», нотовані невменною нотацією можна знайти в збірках IX–X століть.

## Композиція
На текст «Киріє елейсон» існує багато мелодій. Із 226 каталогізованих григоріанських хоралів, що включають піснеспіви і для «Киріє елейсон», 30 представлено у збірці «Liber Usualis». Початково мотив піснеспів «Киріє елейсон» являв собою 9-разове повторення одного й того ж мотиву, лише кінцеве його повторення було дещо видозмінене (тобто, формально, AAA AAA AAA). Повторення у нотах позначалися римськими цифрами «iij» (тричі) або «ij» (двічі). Саме такий вигляд мають «Киріє елейсон» для реквієму в збірці «Liber Usualis». Пізніше «Kýrie» мали складніші форми, наприклад AAA AAA AAA BBB «BBB CCC», або ABA CDC ВСО. В останньому рядку мелодія майже завжди видозмінювалася, в деяких випадках задля ліпшого переходу до наступної «Глорії». У формі так і без повторів буквальне Kýries моста в «Liber Usualis» мати закриває фраза, яка використовується практично у всі рядки тексту.
Оскільки текст «Киріє елейсон» дуже короткий, його мелодія рясніла мелізматикою. Це спонукало пізніших композиторів створювати тропи, або шляхом додавання слів у мелізму, або шляхом розширення мелізму. Перші відомості про існування тропів містяться в роботі Амаларі з Меццу (близько 750—850) «De officiis ecclesiasticis». В рукописах такі тропи називалися як «laudes preces», «prosulae», «prosae» або «versus ad Kyrie eleison». У деяких випадках тропи могли розміщуватися між словами «kyrie» та «eleison». Практика додавання набула найбільшого розквіту у XII–XIII століттях і тривала до Тридентського собору (1546 р.)
Починаючи з епохи Відродження до «Киріє елейсон» звертались багато композиторів, включаючи його як перший номер мес, або другий номер реквіємів. Серед перших авторів — Йоганнес Окегем, Жоскен Депре, Джованні да Палестрина, серед авторів XVIII–XIX століть — Й. Бах, Й. Гайдн, Моцарт, Бетховен, Г. Форе, Г. Берліоз, Ш.  уно, Дж. Верді, І. Стравінський, А. Шнітке та інші. Слова «kyrie eleison» зустрічаються також і в окремих піснях естрадних виконавців, наприклад вокальної групи The Association (1967), рок-гурту The Electric Prunes (1969), Mr. Mister (1985) та інші.